# Santa Rosa (Nueva Ecija)
Santa Rosa ist eine philippinische Stadtgemeinde in der Provinz Nueva Ecija. Sie hat 69.467 Einwohner (Zensus 1. August 2015).

## Baranggays
Santa Rosa ist politisch unterteilt in 33 Baranggays.
| - Cojuangco (Pob.) - La Fuente - Liwayway - Malacañang - Maliolio - Mapalad - Rizal (Pob.) - Rajal Centro - Rajal Norte - Rajal Sur - San Gregorio | - San Mariano - San Pedro - Santo Rosario - Soledad - Valenzuela (Pob.) - Zamora (Pob.) - Aguinaldo - Berang - Burgos - Del Pilar - Gomez | - Inspector - Isla - Lourdes - Luna - Mabini - San Isidro - San Josep - Santa Teresita - Sapsap - Tagpos - Tramo |